# Nir Baram

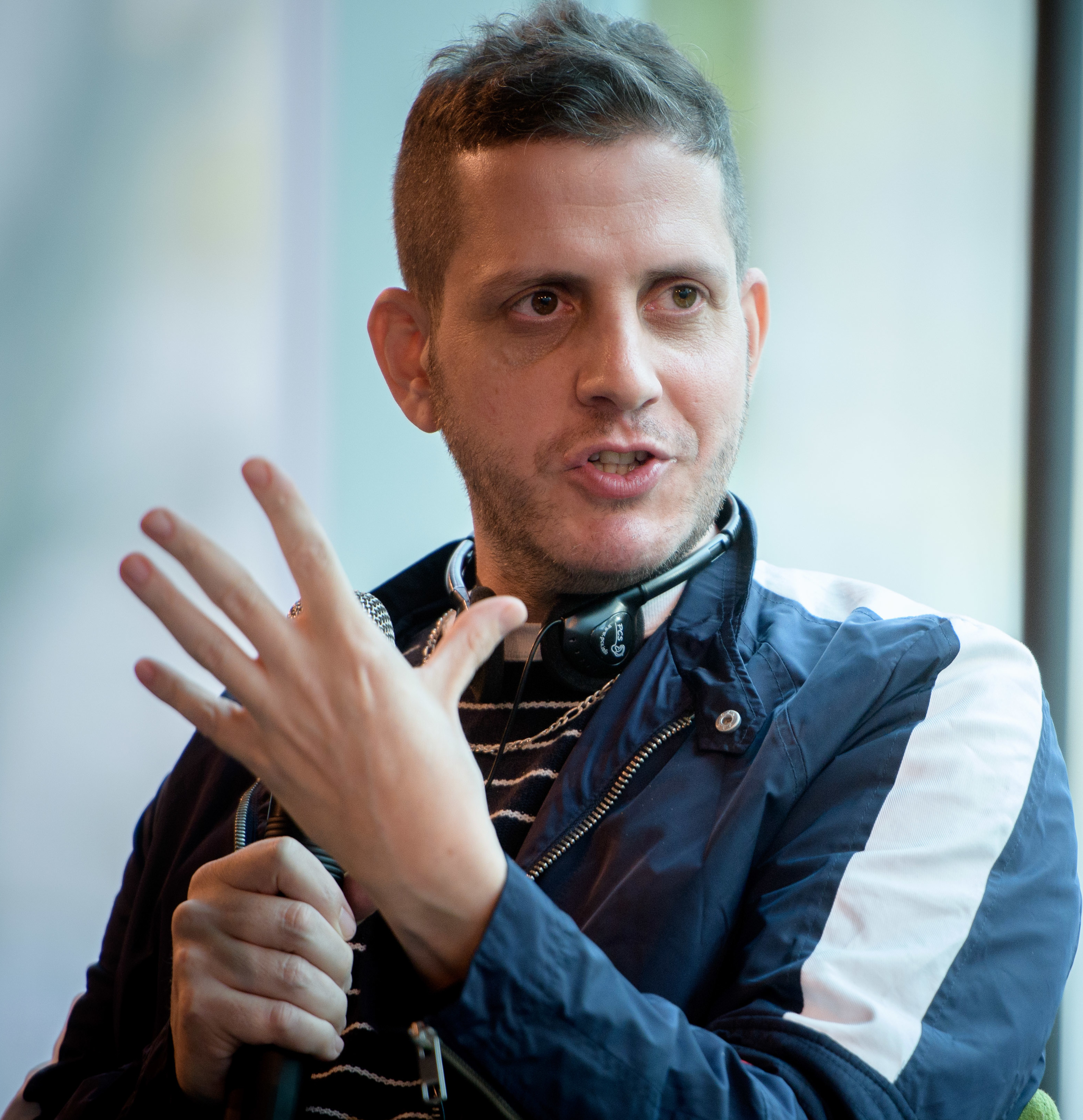
Nir Baram in Berlin, 2016

Nir Baram, Hebreeuws: ניר ברעם, (Jeruzalem, 2 juni 1976) is een Israëlisch schrijver. Daarnaast zet hij zich in voor de politieke rechten van Palestijnen en buitenlandse werknemers in Israël. 
Hij is de zoon van Uzi Baram, en kleinzoon van Moshe Baram, beide voormalige ministers van de Israëlische Arbeidspartij.
Nir Baram studeerde Hebreeuwse literatuur aan de Universiteit van Tel Aviv. Hij rondde zijn bachelor af in 1994.
In 2010 brak hij wereldwijd door met zijn grote historische roman Anasjiem toviem ('Goede mensen'), die inmiddels in 14 talen is vertaald. Hij geldt als de meest getalenteerde Israëlische schrijver van zijn generatie, en wordt wel gezien als de ‘opvolger’ van schrijvers als Amos Oz (1939-2018) en David Grossman (1954), die zich eveneens politiek uitspreken.

## Romans en Non-fictie
Nir Baram schreef vier romans, waarin hij laat zien hoe cynisch de moderne wereld in elkaar zit. Twee daarvan zijn in het Nederlands vertaald: Goede mensen (2012), dat speelt in Berlijn tijdens de Tweede Wereldoorlog, en Wereldschaduw (2015), dat zich afspeelt in de wereld van consultants en politici. 
Land zonder grenzen is het eerste non-fictie boek van Nir Baram. Voor het schrijven van dit boek reisde hij kriskras door de Westelijke Jordaanoever. Daar sprak hij met de meest uiteenlopende mensen en stelde hen de vraag: "Wat is uw oplossing voor het Israëlisch-Palestijnse conflict?" In het boek beschrijft hij zijn schokkende ervaringen met de Israëlische bezetting in de wijken van Jeruzalem die ‘achter de muur’ zijn komen te liggen. De Palestijnen zijn nog steeds bezig met 1948, de Al-Nakba (catastrofe). 
Over de bezetting zegt hij: "Israëliërs leven hun leven zonder bezetting. Ze zien het niet, ervaren het niet en ontmoeten door de afscheidingsmuren en checkpoints geen Palestijnen meer. En op de tv wordt er niet over bericht.  Het wordt tijd dat zij een pijnlijke waarheid onder ogen zien: de Westelijke Jordaanoever is een plek waar apartheid heerst."